# Teddington
Teddington est une ville d'Angleterre, située dans le district londonien de Richmond upon Thames, au sud-ouest de Londres sur la rive nord de la Tamise. À l'ouest se trouve le National Physical Laboratory.

## Personnalités liées à Teddington
- Marjorie Boulton (1924-2017), femme de lettres y est née.
- Noël Coward (1899-1973), acteur, scénariste, poète et compositeur.
- John Donnelly Fage (1921-2002), historien.
- Keira Knightley (1985 - ), actrice.
- Joanna Penn (1985-), femme politique.
- John St. Leger Douglas (1732-1783), homme politique britannique y est décédée.
- Benny Hill (1924-1992), comédien, acteur, chanteur, auteur et producteur est mort à Teddington.

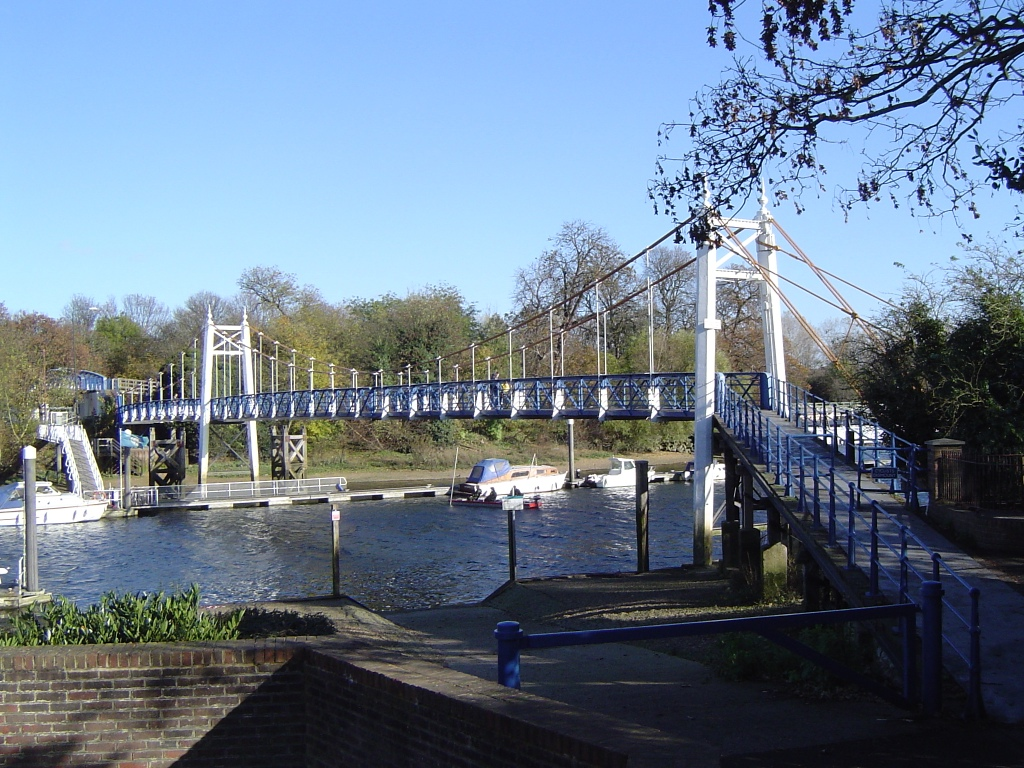
Passerelles de l'écluse de Teddington.